# 마알 왕국의 인형공주
《마알 왕국의 인형공주》는 니폰이치 소프트웨어가 제작한 1998년 전략 롤플레잉 게임이다. 플레이스테이션 플랫폼으로 개발돼 일본서 1998년 12월 17일 최초로 출시됐다. 북미 지역에선 아틀러스 USA가 배급해 《랩소디: 음악의 모험》이라는 제목으로 발매됐다.
주인공은 인형과 대화할 수 있는 소녀 '코넷 에스프아'와 인간의 영혼을 가진 인형 '쿠루루'로, 코넷이 사랑하는 왕자 페르디난드가 돌로 변하자 그를 구하기 위한 여행을 떠나는 이야기를 그렸다. 일반적인 컷신 장면 이외에 성우가 직접 부르는 노래에 맞춰 장면이 진행되는 뮤지컬 방식으로 전개되는 것이 특징이다.
2008년에 게임플레이를 변경한 닌텐도 DS 이식판이 발매됐다. 2022년 8월 30일, 플레이스테이션판에 기반한 리마스터판이 닌텐도 스위치 및 마이크로소프트 윈도우로 발매됐다.

## 출연진
- 코넷 에스프아: 후지노 카호루 / 사라 토마스
- 쿠루루: 카와무라 마리아 / 조디 플라이셔
- 셰리: 카와무라 마리아 / 조디 플라이셔
- 페르디난드 마알 E.: 모리카와 토시유키 / 조쉬 시나드
- 에트왈 로젠퀸: 아마노 유리 / 조디 플라이셔
- 마죠리: 토미자와 미치에 / 캐리 고든 로리
- 가오: 진구지 야요이 / 레이첼 퀘인테인스
- 크로디아: 야마다 미호 / 조디 플라이셔
- 먀오: 타무라 유카리 / 사라 토머스

## 참조

### 주해
1. ↑  일본어: 마알 왕국의 인형공주
2. ↑  영어: Rhapsody: A Musical Adventure